# Listrognathus turkestanicus
Listrognathus turkestanicus là một loài tò vò trong họ Ichneumonidae.